# Jan Koprowski

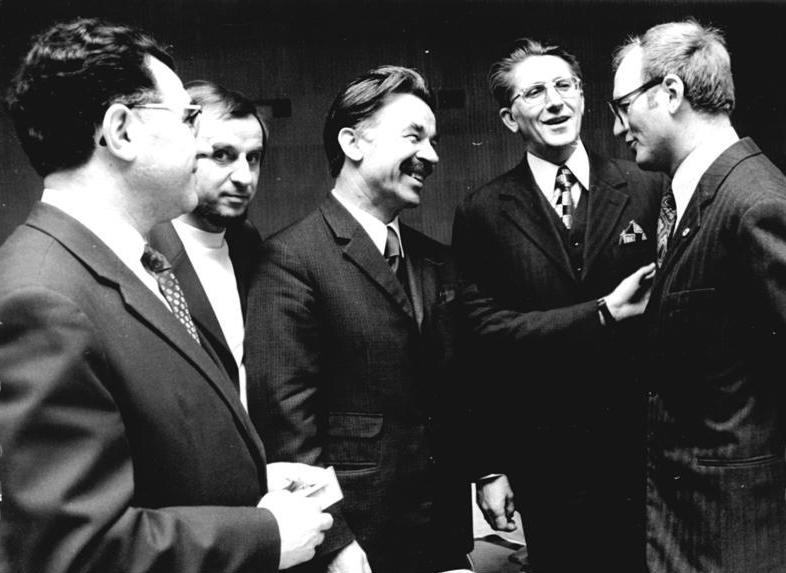
Jan Koprowski (trzeci z prawej) na kongresie pisarzy w NRD, rok 1973

Jan Koprowski (ur. 10 lutego 1918 w Pokrzywnicy, wsi w województwie świętokrzyskim, powiat starachowicki, gmina Pawłów, zm. 5 listopada 2004 w Warszawie) – polski pisarz, publicysta, krytyk i tłumacz (gł. z języka niemieckiego).

## Życie
Przed II wojną światową współpracował z miesięcznikiem „Okolica Poetów”. Podczas wojny został wywieziony na roboty przymusowe do Niemiec. Po wyzwoleniu wydawał tam tygodnik „Na obczyźnie” i własne wiersze oraz prowadził amatorski zespół teatralny. W 1947 powrócił do Polski i osiadł najpierw na Dolnym Śląsku, by po 1950 przenieść się do Łodzi. W latach 1953–1964 był kierownikiem literackim łódzkiego Teatru Nowego. Był też redaktorem czasopism literackich „Łódź Literacka” (1954), „Kronika” (1955–1957) i „Odgłosy” (1969–1972). W 1972 zamieszkał w Warszawie, gdzie był współredaktorem tygodnika „Literatura”.
W 1966 otrzymał Nagrodę Literacką Miasta Łodzi, a w 1976 Dyplom honorowy Związku Pisarzy ZSRR. W 1983 wybrany w skład Krajowej Rady Towarzystwa Przyjaźni Polsko-Radzieckiej.
Według zasobów archiwalnych Instytutu Pamięci Narodowej w 1946, będąc pracownikiem Polskiej Misji Wojskowej w Berlinie został pozyskany do współpracy z MBP jako tajny współpracownik ps. „Maczków”.

### Życie prywatne
Pochowany w grobie rodzinnym na cmentarzu komunalnym Zarzew w Łodzi przy ul. Przybyszewskiego 325 (kwatera X, rząd 23, grób 8). Był ojcem dziennikarza – Marka Koprowskiego.

## Twórczość

### Wiersze
- Do mojej ziemi, 1936 (zbiór wierszy o tematyce wiejskiej)
- Powrót, 1945
- Droga do Warszawy, 1946
- Do mojego syna, 1947
- Swoje i bliskie, 1968
- Nocne rodaków rozmowy, 1975

### Proza
- Opowieść o moim ojcu, 1950 (autobiograficzna)
- Powrót do kraju, 1964 (wspomnienia)
- Potomkowie Tespisa, 1966 (powieść „z kluczem” o łódzkim środowisku teatralnym)
- Zielone drzewa, 1972 (opowiadania)
- Wieczór w Café Raimund, 1975 (opowiadania)
- Wieczory rodzinne, 1977 (opowiadania)

### Reportaże
- Z południa i północy, 1963
- Podróże po bliskiej Europie, 1965
- Na Wschodzie i na Zachodzie, 1970

### Szkice literackie, felietony
- Ludzie i książki, 1965
- Dzień powszedni literatury, 1972
- U nas i gdzie indziej, 1975
- Przyjaciele i znajomi, 1977
- Joseph von Eichendorff – ostatni rycerz romantyzmu. Dom Wydawniczy Elipsa, Warszawa 1995, ISBN 83-85466-82-7.

### Przekłady
- Z liryki obcej, 1945
- w zbiorach wierszy własnych